# داستان وست ساید (فیلم ۱۹۶۱)
داستان وست ساید یا داستان کنارهٔ غربی فیلمی در سبک رمانتیک، درام و موزیکال به کارگردانی رابرت وایز و جروم رابینز محصول ۱۹۶۱ آمریکا است. فیلم‌نامهٔ این فیلم بر پایهٔ داستان رومئو و ژولیت از شکسپیر نوشته شده است. موسیقی این فیلم از لئونارد برنستاین بوده و ترانه‌ها از استیون سوندهایم هستند.
داستان وست ساید در ۱۰ رشته جایزه اسکار گرفته است.
فیلم‌نامه این فیلم بر پایه نمایشنامه داستان وست ساید، برگرفته از رومئو و ژولیت است که اپرانامه آن از آرتور لورنت و موسیقی از لئونارد برنستاین بود و در سال ۱۹۵۷ در برادوی به صحنه رفت و مورد استقبال عمومی قرار گرفت و بارها و بارها در این سال‌ها دوباره اجرا شده است و در سال ۱۹۶۱ نیز نسخه سینمایی آن اکران شد.